# Jonathan Ndiku
Jonathan Muia Ndiku (né le 18 septembre 1991) est un athlète kényan, spécialiste du fond et du steeple.
Il a remporté deux Championnats du monde junior sur 3 000 m steeple, à Bydgoszcz avec son record personnel fixé à 8 min 17 s 28, puis à Moncton en 2010. En 2010, au Trials kényans, il remporte le 3 000 m st à Nairobi en 8 min 28 s 1. Il avait déjà terminé 4e des Championnats du monde jeunesse à Ostrava sur 2 000 m steeple en 2007.
Le 12 novembre 2016, il bat son record personnel sur 10 000 m à Yokohama (NSSU), en 27 min 11 s 23.
Sur 3 000 m steeple, son record est de 8 min 7 s 75 obtenu au stade Louis-II à Monaco le 22 juillet 2011.